# Bubsy in Claws Encounters of the Furred Kind
Bubsy in Claws Encounters of the Furred Kind, также просто Bubsy — видеоигра в жанре платформер, разработанная компанией Accolade и изданная Accolade и Solid Software для игровых платформ Mega Drive/Genesis и SNES и операционной системы Windows (под названием Super Bubsy. Игра является первой частью одноимённой серии.

## Игровой процесс

Кадр из игры для версии SNES.

В игре предстоит играть за рысь Бабси, противостоящую пришельцам из космоса.
Игра представляет собой платформер с боковым сайд-скроллингом и двухмерной графикой и состоит из пяти уровней.
Уровни в игре — замкнутые локации, по которым можно передвигаться в любом направлении; это тропический лес, Дикий Запад и другие. На них присутствуют многочисленные враги, препятствия и полезные предметы.
Как и в большинстве игр жанра, персонаж перемещается по уровням, уничтожает врагов и собирает призы и бонусы. Герой может совершать высокие прыжки, чтобы добраться до недоступной платформы, а также способен «планировать» с возвышенностей.

## Оценки и мнения
Версия для SNES получила в целом более высокие оценки критиков, чем версия для Mega Drive/Genesis.
Игровые журналы Nintendo Magazine и Super Play поставили версии SNES оценку 8 баллов из 10 и 77 баллов из 100. Журнал Power Play оценил эту версию в 74 балла из 100, а информационный сайт 1UP! — в 66 баллов из 100. Рецензенты положительно оценили интересный геймплей, а также графическое и звуковое оформление. Среди недостатков были отмечены анимация персонажей, музыкальное сопровождение, построение уровней (например, при сравнительно больших размерах уровня в нём отсутствовали какие-либо потайные комнаты) и высокая сложность.
Информационные сайты Sega-16.com и All Game Guide оценили версию для Sega в 5 баллов из 10 и 3,5 баллов из 5. Веб-сайт The Video Game Critic поставил игре оценку «F». Среди достоинств версии были названы яркая графика и музыкальное оформление, наличие на уровнях разнообразных врагов, полезных предметов, секретов и тайников, среди недостатков — скучный игровой процесс и высокая сложность.
Сайты GameFAQs и GameSpot оценили обе версии в 6,1 и 6,4 баллов из 10 и в 7,5 и 7,6 баллов из 10. Сравнивая игру с другими платформерами (в частности, такими как Sonic the Hedgehog и Mario), критики отмечали некоторые сходные моменты в геймплее и игровом дизайне.